# ウォルター・アースキン (第12代マー伯爵)
第14代ケリー伯爵および第12代マー伯爵ウォルター・ジョン・フランシス・アースキン（英語: Walter John Francis Erskine, 14th Earl of Kellie, 12th Earl of Mar KT、1865年8月29日 – 1955年6月3日）は、イギリスの政治家、スコットランド貴族。1888年までアースキン卿の儀礼称号を使用した。

## 生涯
ウォルター・ヘンリー・アースキン（後の第13代ケリー伯爵、第11代マー伯爵）とメアリー・アン・フォーブズ（Mary Anne Forbes、1927年5月22日没、ウィリアム・フォーブズの娘）の息子として、1865年8月29日に生まれた。1879年から1883年までイートン・カレッジで教育を受けた。
1888年9月16日に父が死去すると、ケリー伯爵とマー伯爵の爵位を継承した。1892年、スコットランド貴族代表議員に当選した。
1898年10月14日から1955年6月3日までクラックマナンシャー統監を務めた。1911年6月19日にシッスル勲章を授与され、1932年から1949年までシッスル騎士団長を務めた。1936年から1944年まで選挙名簿管理長官を務めた。
1930年代末にはナチス・ドイツ、オズワルド・モズレー率いるイギリスファシスト連合、平和主義を支持し、非戦平和誓約団の勲章をつけながらナチス式敬礼をするという二面性を示したという。
1955年6月13日に死去、息子に先立たれたため孫ジョン・フランシス・ハーヴィーが爵位を継承した。

## 家族
1892年7月14日、スーザン・ヴァイオレット・アシュリー＝クーパー（Susan Violet Ashley-Cooper、1868年7月18日ー1938年12月16日、第8代シャフツベリ伯爵アンソニー・アシュリー＝クーパーの娘）と結婚、2男1女をもうけた。
- エレン・ヴァイオレット（Elyne Violet、1893年8月2日） - 夭折
- ジョン・フランシス・アシュリー（英語版）（1895年 – 1953年） - マドラス総督。1919年12月2日、マージョリー・ハーヴィー（Marjorie Hervey、1898年10月16日 – 1967年11月22日、第4代ブリストル侯爵フレデリック・ウィリアム・フェイン・ハーヴィー（英語版）の娘）と結婚、子供あり。第15代ケリー伯爵および第13代マー伯爵ジョン・フランシス・ハーヴィー・アースキンの父
- フランシス・ウォルター（1899年1月9日 – 1972年9月20日） - 1925年9月24日、フィリス・バーストール（Phyllis Burstall、1974年9月29日没、ジョン・フランシス・バーストールの娘）と結婚、子供あり